# Zofia Adamska
Zofia Adamska (Cracòvia, 9 de novembre, 1903 - Varsòvia, 12 de gener, 1988), va ser una violoncel·lista polonesa i professora.

## Biografia
Es va graduar al Conservatori Reial de Música de Brussel·les. Abans de 1939, va tocar al Quartet Polonès i va ser concertino de l'Orquestra de la Ràdio Polonesa dirigida per Grzegorz Fitelberg. Va participar en nombrosos concursos i actuacions a Polònia i a l'estranger. A partir de 1945, durant cinc anys, va ser membre de l'Orquestra Filharmònica de Cracòvia i després va tocar al Quartet de Cracòvia. Va col·laborar amb Grażyna Bacewicz, per a qui va desenvolupar partitures. Paral·lelament a les seves actuacions, va ensenyar a l'Acadèmia de Música de Cracòvia. El 1973 es va jubilar, va morir quinze anys després i va ser enterrada a la tomba familiar del cementiri Bródnowski de Varsòvia (parcel·la 24A-IV-14).
La crítica musical la considera una de les violoncel·listes poloneses més destacades del segle XX.